# Демократичен съюз на унгарците в Румъния
Демократичен съюз на унгарците в Румъния e унгарска етническа партия в Румъния (всъщност не е регистрирана като партия, а като гражданско сдружение, поради забраната да има етнически партии според румънския закон за партиите). Основан е през 1989 г. Член на Европейската народна партия. Съгласно Конституцията на Румъния, в Камарата на депутатите има по един представител от всяко национално малцинство, единствено унгарското малцинство не се ползва от тази придобивка, тъй като поради числеността си е в състояние да прескочи парламентарния изборен праг.
Румънските националисти смятат Демократичния съюз на унгарците в Румъния за „антиконституционна“ и „терористична“ организация.

## Резултати от парламентарни избори
| година | процент гласове | спечелени мандати | получени гласове | статус                 |
| ------ | --------------- | ----------------- | ---------------- | ---------------------- |
| 1990   | 7,23 %          | 29                | 991 601          | парламентарна опозиция |
| 1992   | 7,46 %          | 27                | 811 290          | парламентарна опозиция |
| 1996   | 6,64 %          | 25                | 812 628          | управляваща партия     |
| 2000   | 6,80 %          | 27                | 736 863          | парламентарна опозиция |
| 2004   | 6,26 %          | 22                | 624 717          | управляваща партия     |

| година | процент гласове | спечелени мандати | получени гласове | статус                 |
| ------ | --------------- | ----------------- | ---------------- | ---------------------- |
| 1990   | 7,20 %          | 12                | 1 004 353        | парламентарна опозиция |
| 1992   | 7,58 %          | 12                | 831 469          | парламентарна опозиция |
| 1996   | 6,82 %          | 11                | 837 760          | управляваща партия     |
| 2000   | 6,90 %          | 12                | 751 310          | парламентарна опозиция |
| 2004   | 6,26 %          | 10                | 633 735          | управляваща партия     |

| година | процент гласове | спечелени мандати | получени гласове |
| ------ | --------------- | ----------------- | ---------------- |
| 2007   | 5,52 %          | 2                 | 282 929          |